# Manuel Droguett
Manuel Droguett Reyes (Rancagua, 17 de octubre de 1899-Puerto Montt, 28 de noviembre de 1966) fue un farmacéutico y político chileno.
Hijo de Elías Droguett Cárdenas y Marcelina Reyes. Contrajo matrimonio con Lidia Czischke y después con Lidia Arrizaga. Excelente persona y muy trabajador. Estudió en el Liceo de Hombres de Rancagua y Farmacia en la Universidad de Chile. En 1920 se radicó en Osorno y al año siguiente se trasladó a Puerto Montt, donde ejerció su profesión.
Miembro del Partido Radical, Fue intendente de la provincia de Llanquihue durante el gobierno de Juan Antonio Ríos (1942-1946). Fue regidor (1950-1960) y alcalde de Puerto Montt (1960-1963), reemplazando al fallecido alcalde Ramón Yuraszeck Doggenweiler. Durante su período administrativo debió enfrentar el gran terremoto del 22 de mayo de 1960 que devastó la ciudad. Además de las tareas de reconstrucción, logró la instalación de un Liceo de Aplicación o Técnico, para promover la educación técnica industrial. Junto a eso, cambió los tendidos eléctricos de la ciudad e inauguró la primera planta distribuidora de energía eléctrica de Puerto Montt.
Falleció en su domicilio en calle Seminario de Puerto Montt a los 66 años el 28 de noviembre de 1966.